# المقارين
قرية المقارين هي إحدى القرى التابعة لمركز قوص في محافظة قنا في جمهورية مصر العربية. حسب إحصاءات سنة 2006، بلغ إجمالي السكان في المقارين 5319 نسمة، منهم 2552 رجل و2767 امرأة.